# Åbo Idrottsföreningen Kamraterna
L'Åbo Idrottsföreningen Kamraterna, també esmentat com Åbo IFK o ÅIFK, és un club esportiu finlandès de la ciutat de Turku.

## Història
El club va ser fundat l'any 1908. La secció de futbol del club va destacar especialment als anys 10 i 20 on guanyà tres campionats nacionals (1910, 1920, 1924) i fou finalista cinc cops més (1911, 1913, 1915, 1916, 1917). Jugà 9 temporades a la màxima divisió de la lliga del país, Mestaruussarja, la darrera l'any 1967. També guanyà la Copa de l'any 1965 i participà en la Recopa d'Europa de futbol 1966-67.

## Seccions
L'ÅIFK té actualment seccions d'handbol, atletisme i bitlles, a més del futbol. En el passat va tenir una secció d'hoquei sobre gel per milità a la màxima categoria del país.

## Palmarès
- Lliga finlandesa de futbol (3):
  - 1910, 1920, 1924

- Copa finlandesa de futbol (1):
  - 1965[1]